# Трикратное
Трикратное (укр. Трикратне) — село в Вознесенском районе Николаевской области Украины.
Основано в 1914 году. Население по переписи 2001 года составляло 786 человек. Почтовый индекс — 56534. Телефонный код — 8 — 05134. Занимает площадь 0,086 км².

## Местный совет
56530, Николаевская обл., Вознесенский р-н, пгт Александровка, ул. Генерала Подзигуна, 208